# Heike Kemmer
Heike Kemmer (Berlino, 24 aprile 1962) è una cavallerizza tedesca.
Vincitrice di due medaglie d'oro olimpiche nel dressage a squadre (ad Atene 2004 e Pechino 2008) ed un bronzo nel dressage individuale (a Pechino 2008).

## Palmarès
- Giochi olimpici

Atene 2004: oro nel dressage a squadre.
Pechino 2008: oro nel dressage a squadre e bronzo individuale.